# SAS : L'Œil de la veuve
 (mars 2022).
Si vous disposez d'ouvrages ou d'articles de référence ou si vous connaissez des sites web de qualité traitant du thème abordé ici, merci de compléter l'article en donnant les références utiles à sa vérifiabilité et en les liant à la section « Notes et références ».
Pour plus de détails, voir Fiche technique et Distribution.
SAS : L'Œil de la veuve (Eye of the Widow) est un film fanco-néerlando-curacien réalisé par Andrew V. McLaglen, sorti en 1991. Il s'inspire de deux romans de la série SAS, Vengeance romaine et La Veuve de l'Ayatollah.

## Fiche technique
- Titre original : Eye of the Widow
- Titre français : SAS : L'Œil de la veuve
- Réalisation : Andrew V. McLaglen
- Scénario : Joshua Sauli d'après Vengeance romaine et La Veuve de l'Ayatollah de Gérard de Villiers
- Photographie : Arthur Wooster
- Musique : Yvan Jullien et Hubert Rostaing
- Pays d'origine : États-Unis
- Genre : action
- Date de sortie : 1991

## Distribution
- Richard Young (V.F : Claude Giraud) : Prince Malko Linge
- Annabel Schofield (V.F: Deborah Perret) : Sharnilar Khasani
- F. Murray Abraham ( V.F: Edmond Bernard) : Kharoun
- Mel Ferrer (V.F : Marc Cassot) : Doug Frankenheimer
- Ben Cross : Nassiri
- Terence Ford : Milton Brabeck
- Rick Hill : Chris Jones
- Felicity Dean : Victoria
- Ashley Richardson : Ingrid
- Aharon Ipalé (VF: Daniel Gall) : Golan Soltaneh
- Paul L. Smith (V.F: Michel Vocoret) : Elko
- Patrick Macnee : Andrew Marcus
- Charles Millot : Carlos
- Mike Marshall : Klaus